# لامبورگینی استوک
لامبورگینی استوک (Lamborghini Estoque) خودرویی با طراحی مفهومی است. طراحی آن موتور جلو، توزیع نیروی پیشران، خودرو چهار چرخ محرک بوده است.